# ويليام روز بوك
ويليام روز بوك (بالإنجليزية: William Rose Bock)‏ هو مصمم نيوزيلندي، ولد في 5 يناير 1847 في هوبارت في أستراليا، وتوفي في 3 أغسطس 1932.